# Hubert Nienhoff
Hubert Nienhoff (* 1959 in Bottrop-Kirchhellen) ist ein deutscher Architekt.

## Studium und Beruf
Hubert Nienhoff studierte Architektur an der Rheinisch-Westfälischen Technischen Hochschule Aachen (RWTH Aachen) und schloss das Studium 1985 mit dem akademischen Grad eines Dipl.-Ing. ab. Von 1988 bis 1991 war er wissenschaftlicher Assistent am Lehrstuhl für Stadtbereichsplanung und Werklehre der RWTH Aachen. Nienhoff war ab 1993 Partner im Büro von Gerkan, Marg und Partner (gmp). Er leitete unter anderem die gmp-Büros in Berlin (gemeinsam mit Stephan Schütz) und Rio de Janeiro. Neben den Gründungspartnern leitete er von 2021 bis 2024 mit Nikolaus Goetze, Stephan Schütz und Wu Wei das Unternehmen.
Darüber hinaus lehrte er an der von ihm mit initiierten Academy for Architectural Culture.

## Bauten und Entwürfe (Auswahl)
Gemeinsam mit Volkwin Marg entwarf und realisierte Hubert Nienhoff u. a. folgende Projekte:
- Umbau, Sanierung und Überdachung des Olympiastadions in Berlin (ausgezeichnet mit dem Preis des Deutschen Stahlbaus 2004, dem Lichtarchitekturpreis 2005 und dem Architekturpreis Berlin 2006)
- Neue Messe Leipzig (ausgezeichnet mit dem Sächsischen Staatspreis für Architektur und Bauwesen 1996)
- Bahnhof Berlin-Spandau
- Cape Town Stadium[5] (u. a. Steel Award des Southern African Institute of Steel Construction 2010, Preis des Deutschen Stahlbaus 2010)
- Moses-Mabhida-Stadion in Durban (ausgezeichnet u. a. mit dem Fulton Award 2009)
- Nelson-Mandela-Bay-Stadion in Port Elizabeth
- Nationalstadion Warschau (ausgezeichnet u. a. mit dem Ingenieurbaupreis des Deutschen Stahlbaus 2013 und dem World Stadium Awards 2012)
- Arena da Amazônia in Manaus[6]
- Estádio Governador Magalhães Pinto in Belo Horizonte
- Estádio Nacional de Brasília Mané Garrincha in Brasília
- Commerzbank-Arena in Frankfurt am Main
- Erweiterung und Modernisierung des Stadion Santiago Bernabéu in Madrid
- Erweiterung und Umbau der Staatliche Ballettschule und Schule für Artistik in Berlin
- Neues Hans-Sachs-Haus in Gelsenkirchen

## Schriften
- Ein Innenraum unter freiem Himmel. Das Berliner Olympiastadion. Hans-Wolf Zopfy, Walter Bau-AG, und Hubert Nienhoff, gmp Architekten von Gerkan, Marg und Partner, im Gespräch mit Nikolaus Kuhnert und Anh-Linh Ngo. In: Archplus 169–170, S. 94–99, abgerufen am 7. März 2017.
- Neue Leichtigkeit fürs alte Stadion. Im Gespräch mit dem Architekten Hubert Nienhoff, Büroleiter vom Architekturbüro gmp Berlin. In: Cube Berlin. Nr. 1, 2014, S. 32–35 (cube-magazin.de [abgerufen am 14. Dezember 2018]).
- Volkwin Marg und Hubert Nienhoff (Hrsg.): Staatliche Ballettschule Berlin. Jovis, Berlin 2016, ISBN 978-3-86859-332-7.
- Re(v)erences. Volkwin Marg - Stadium Architecture of von Gerkan, Marg and Partners. Callwey, München 2016, ISBN 978-3-7667-2261-4 (Edition Baumeister).
- Volkwin Marg und Hubert Nienhoff (Hrsg.): Neues Hans-Sachs-Haus in Gelsenkirchen. Jovis, Berlin 2018, ISBN 978-3-86859-353-2.